# James Fleet
James Edward Fleet (Bilston, 11 marzo 1952) è un attore britannico.

## Biografia
Attivo come attore fin dagli anni Ottanta nel cinema e in televisione. Ha recitato in decine di pellicole, fra le quali Quattro matrimoni e un funerale, Ragione e sentimento e Il fantasma dell'Opera.

### Vita privata
Sposato dal 1984 con l'attrice inglese Jane Booker, da cui ha avuto un figlio, Hamish.

## Filmografia parziale

### Cinema
- Defence of the Realm, regia di David Drury (1985)
- Electric Moon, regia di Pradip Krishen (1992)
- Quattro matrimoni e un funerale (Four Weddings and a Funeral), regia di Mike Newell (1994)
- Ragione e sentimento (Sense and Sensibility), regia di Ang Lee (1995)
- El efecto mariposa, regia di Fernando Colomo (1995)
- Kevin & Perry Go Large, regia di Ed Bye (2000)
- Charlotte Gray, regia di Gillian Armstrong (2001)
- Two Men Went to War, regia di John Henderson (2002)
- Al sur de Granada, regia di Fernando Colomo (2003)
- Blackball, regia di Mel Smith (2003)
- Il fantasma dell'Opera (The Phantom of the Opera), regia di Joel Schumacher (2004)
- A Cock and Bull Story, regia di Michael Winterbottom (2006)
- Una sposa in affitto (The Decoy Bride), regia di Sheree Folkson (2011)
- Turner (Mr. Turner), regia di Mike Leigh (2014)
- Amore e inganni (Love & Friendship), regia di With Stillman (2016)
- Love of my life, regia di Joan Carr-Wiggin (2017)
- Il tuo ex non muore mai (The Spy Who Dumped Me), regia di Susanna Fogel (2018)
- Mia moglie è un fantasma (Blithe Spirit), regia di Edward Hall (2020)
- L'arma dell'inganno - Operation Mincemeat (Operation Mincemeat), regia di John Madden (2021)
- The Lost King, regia di Stephen Frears (2022)

### Televisione
- The Vicar of Dibley – serie TV, 29 episodi (1994-2020)
- The Nearly Complete and Utter History of Everything – film TV (2000)
- Fields of Gold – film TV (2002)
- L'ispettore Barnaby (Midsomer Murders) – serie TV, episodi 8x07-19x06 (2005-2017)
- Little Dorrit – miniserie TV (2008)
- Micro Men – film TV (2009)
- I misteri di Pemberley (Death Comes to Pemberley) – miniserie TV, 2 puntate (2013)
- Outlander – serie TV, 6 episodi (2014-2016)
- Padre Brown (Father Brown) – serie TV, episodio 2x09 (2014)
- Murder on the Home Front – film TV (2013)
- The Hollow Crown: The Wars of the Roses – miniserie TV, 2 puntate (2016)
- The Watch – serie TV, episodi 1x01-1x05 (2018)
- Belgravia – miniserie TV, 5 puntate (2020)
- Un cavallo per la strega (The Pale Horse) – miniserie TV, 1 puntata (2020)
- Bridgerton – serie TV, 3 episodi (2020-2022)
- Tom Jones - Una storia d'amore (Tom Jones) – miniserie TV, 1 episodio (2023)
- La regina Carlotta: Una storia di Bridgerton (Queen Charlotte: A Bridgerton Story) – miniserie TV, 1 episodio (2023)
- Beyond Paradise – serie TV, 1 episodio (2023)
- The Devil's Hour - serie TV, episodio 2x03 (2024)

## Doppiatori italiani
Nelle versioni in italiano delle opere in cui ha recitato, James Fleet è stato doppiato da:
- Ambrogio Colombo ne Il fantasma dell'opera, Outlander, Bridgerton, L'Arma dell'inganno - Operation Mincemeat
- Luigi La Monica in Charlotte Gray, Una sposa in affitto, The Devil's Hour
- Teo Bellia in Quattro matrimoni e un funerale, Amore e inganni
- Michele Gammino in Ragione e sentimento
- Stefano Mondini ne I misteri di Pemberley
- Alessandro Rossi in Turner
- Fabrizio Temperini ne Il tuo ex non muore mai
- Stefano De Sando in Belgravia
- Luca Biagini in Mia moglie è un fantasma